# Processo RuSHA

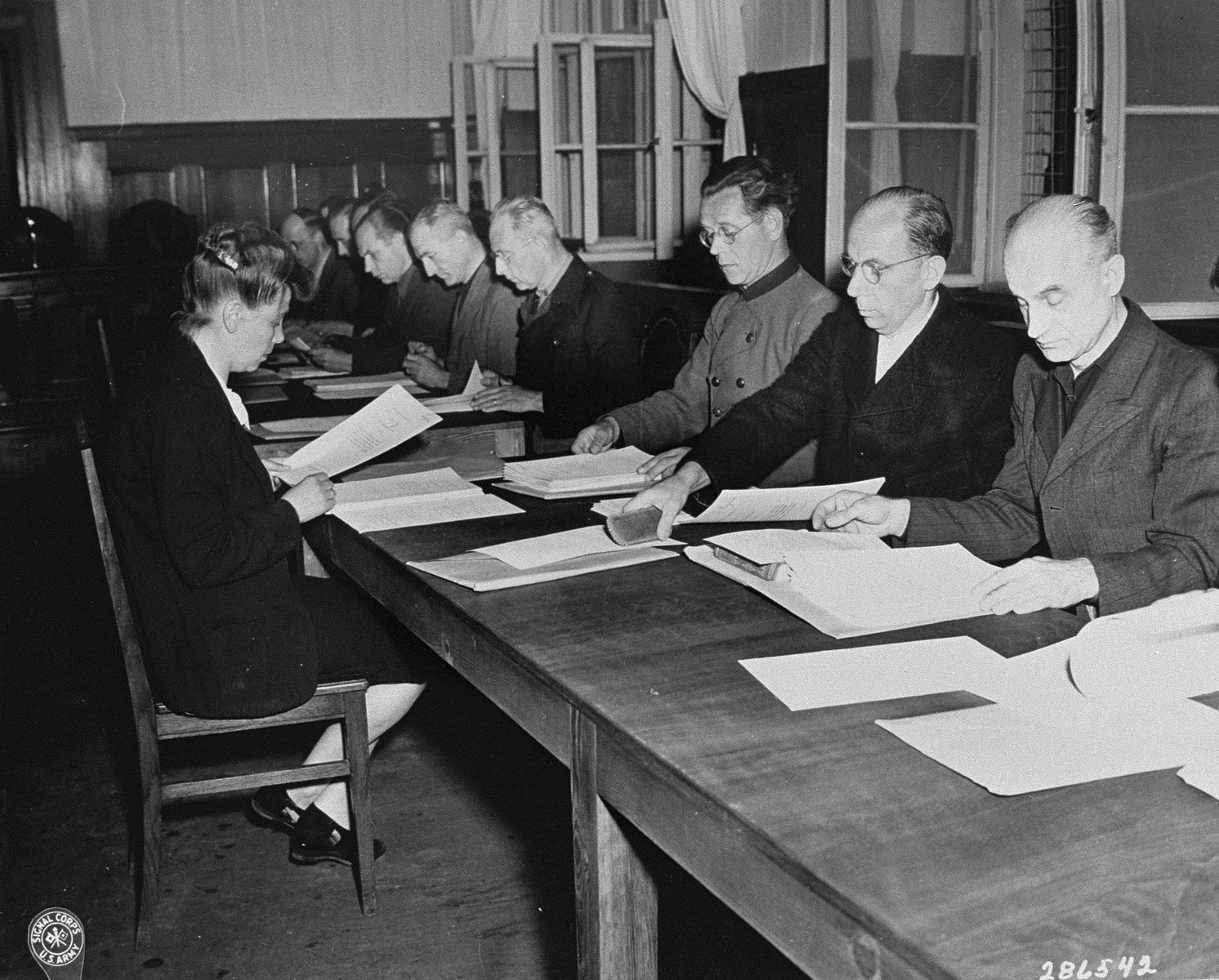
Acusados lendo o indiciamento em 7 de julho de 1947.

O processo RuSHA  (oficialmente, Os Estados Unidos vs. Ulrich Greifelt, et al.) foi o oitavo dos doze julgamentos por crimes de guerra que as autoridades dos Estados Unidos realizaram na zona ocupada de Nuremberg, Alemanha após o fim da Segunda Guerra Mundial nos chamados processos de guerra de Nuremberg. Estes julgamentos foram organizados pelas cortes estadunidenses e aconteceram no Palácio da Justiça da cidade alemã.
No processo RuSHA, os 14 acusados eram oficiais de variados escalões da SS, responsáveis pela implementação do programa da "raça pura".
Os juízes foram Lee B. Wyatt (presidente), Daniel T. O'Connell e Johnson T. Crawford. O julgamento começou em 20 de outubro de 1947 e durou até 10 de março de 1948.

## Acusações
Os acusados enfrentaram três processos:
1. Crimes contra a humanidade por implementar o programa da "raça pura", perseguir judeus, sequestrar crianças, responsabilidade por abortos de fetos considerados "não arianos" e enviar pessoas que mantiveram relações interraciais para campos de concentração.
2. Crimes de Guerra: Pelos mesmos motivos acima.
3. Membro de uma organização criminosa, a SS.

A SS foi declarada uma organização criminosa. Todos os acusados se declararam inocentes.

## Acusados
| Nome                 | Função                              | Acusações | Acusações | Acusações | Sentença                                                                               |
|                      |                                     | 1         | 2         | 3         |                                                                                        |
| -------------------- | ----------------------------------- | --------- | --------- | --------- | -------------------------------------------------------------------------------------- |
| Ulrich Greifelt      | Chefe da RKFDV                      | C         | C         | C         | Prisão perpétua; morreu em 1949                                                        |
| Rudolf Creutz        |                                     | C         | C         | C         | 15 Anos; Liberado em 1955, morreu em 1970                                              |
| Konrad Meyer         | Líder da RKFDV                      | I         | I         | C         | Tempo cumprido (desde 27 de março de 1945); liberado após o julgamento; morreu em 1973 |
| Otto Schwarzenberger | Líder da RKFDV                      | I         | I         | C         | Tempo cumprido (desde 2 de maio de 1945); liberado após o julgamento                   |
| Herbert Hübner       | Líder da RKFDV em Poznań            | C         | C         | C         | 15 anos; solto em 1951                                                                 |
| Werner Lorenz        |                                     | C         | C         | C         | 20 anos; liberado em 1955, morreu em 1974                                              |
| Heinz Brückner       |                                     | C         | C         | C         | 15 anos; liberado em 1951                                                              |
| Otto Hofmann         | Líder da RuSHA até abril de 1943    | C         | C         | C         | 25 anos; liberado em 1954, morreu em 1982                                              |
| Richard Hildebrandt  | Líder da RuSHA, sucessor de Hofmann | C         | C         | C         | 25 anos; morreu em 1952                                                                |
| Fritz Schwalm        |                                     | C         | C         | C         | 10 anos;liberado em 1951                                                               |
| Max Sollmann         |                                     | I         | I         | C         | Tempo cumprido (desde 6 de julho de 1945); liberado após o julgamento                  |
| Gregor Ebner         |                                     | I         | I         | C         | Tempo cumprido (desde 5 de julho de 1945); liberado após o julgamento; morreu em 1974  |
| Günther Tesch        |                                     | I         | I         | C         | Tempo cumprido (desde 13 de maio de 1945); liberado após o julgamento                  |
| Inge Viermetz        |                                     | I         | I         |           | Inocente                                                                               |

I — Indiciado   C — Indiciado e considerado culpado